# The House on 92nd Street
The House on 92nd Street is een Amerikaanse film noir uit 1945 onder regie van Henry Hathaway. Destijds werd de film in Nederland uitgebracht onder de titel Het huis aan de 92ste straat.

## Verhaal
De FBI vraagt Bill Dietrich om dubbelspion te worden. Hij krijgt de opdracht om een bende Duitse spionnen op te rollen, die informatie over de ontwikkeling van een kernbom wil doorsturen aan de nazi's.

## Rolverdeling
| Acteur            | Personage              |
| ----------------- | ---------------------- |
| William Eythe     | Bill Dietrich          |
| Lloyd Nolan       | Agent George A. Briggs |
| Signe Hasso       | Elsa Gebhardt          |
| Gene Lockhart     | Charles Ogden Roper    |
| Leo G. Carroll    | Kolonel Hammersohn     |
| Lydia St. Clair   | Johanna Schmidt        |
| William Post jr.  | Walker                 |
| Harry Bellaver    | Max Cobura             |
| Bruno Wick        | Adolf Lange            |
| Harro Meller      | Conrad Arnulf          |
| Charles Wagenheim | Gustav Hausmann        |
| Alfred Linder     | Adolf Klein            |
| Renee Carson      | Luise Vajda            |